# Exorista sepium
Exorista sepium là một loài ruồi trong họ Tachinidae.